# Julia Coleman
Julie E. Coleman (de soltera Schliesing; 19 de diciembre de 1991) es una política estadounidense. Perteneciente al Partido Republicano, desde 2021 es miembro del Senado de Minnesota, representando al condado de Carver en el área metropolitana del sudoeste de Twin Cities.

## Primeros años y educación
Coleman nació el 19 de diciembre de 1991 y se crio en Maplewood. Se graduó de la Universidad de Minnesota, en el área metropolitana de Minneapolis-Saint Paul.

## Carrera política

### Senado de Minnesota
Coleman fue electa para el Senado de Minnesota en 2020, reemplazando a su compañero republicano Scott Jensen, quien no buscó la reelección. Derrotó con el 57.64% de los votos a la candidata demócrata Addie Miller. Tras el triunfo, Coleman dijo: «Estoy encantada de que nuestro mensaje de luchar por las familias, los socorristas y los valores del condado de Carver resonó entre los votantes. No puedo esperar para arremangarme y ponerme a trabajar».
En las elecciones de 2022, resultó electa nuevamente, en representación del distrito 48.

## Vida personal
Coleman y su esposo, Jacob, residen en Chanhassen. Ellos tienen tres hijos: Adam, James y Charles. Coleman es la nuera de Norm Coleman, exsenador de los Estados Unidos por Minnesota. Coleman es católica.

## Resultados electorales

### Senado de Minnesota
|  | 57,64 % |

|  | 54,34 % |